# Copa Europa de Fútbol de ConIFA
La Copa Europa de Fútbol de ConIFA, también conocido como Euroconifa, es un torneo internacional de fútbol organizado por ConIFA, una asociación que agrupa a estados, minorías, pueblos apátridas y regiones no afiliadas a la FIFA, previsto a celebrarse cada dos años.
La primera edición se jugó en la ciudad de Debrecen, Hungría en 2015.

## Historia

### La primera edición: Hungría
En junio de 2014, ConIFA anunció planes para organizar la Copa Europa de Fútbol de ConIFA. el 6 de agosto Ellan Vannin fue anunciado como anfitrión. Sin embargo, en marzo de 2015, en el sorteo de la competición, el torneo fue trasladado de sede como resultado de problemas logísticos; El País Sículo fue anunciado como el anfitrión de reemplazo, con la competencia que se celebró en Hungría.

### La segunda edición: Chipre del Norte
En enero de 2017, ConIFA anunció a través de su cuenta oficial de Twitter que la edición 2017 de la Copa Europa de Fútbol de ConIFA sería realizada en Chipre del Norte. La competición contó con 8 equipos, 2 más que en la edición de 2015.

### La tercera edición: Artsaj
En agosto de 2019, ConIFA anunció que la edición de 2019 de la Copa Europea sería realizada en Artsaj y que contaría con la participación de 12 equipos, 4 más que en 2017. Sin embargo, esto se modificó a 8 equipos luego de la retirada tardía de 4 equipos.

### Edición cancelada: Niza
En enero de 2021, ConIFA anunció que la edición 2021 de la Copa de Europa de Fútbol tendría lugar en Niza, Francia y contaría con 12 equipos, 4 más que en las ediciones de 2017 y 2019. Esto se anunció en un contexto de la pandemia global COVID-19 en curso en ese momento.
Sin embargo el 5 de mayo la ConIFA anunció que la competición sería cancelada por causa de la Pandemia de COVID-19.

### La cuarta edición: Chipre del Norte
En septiembre de 2022, ConIFA anunció que la edición 2023 de la Copa Europa de ConIFA se llevaría a cabo en Chipre del Norte. Se suspendió tras el Terremotos de Turquía y Siria de 2023, para permitir que el Chipre del Norte se centrara en apoyar los esfuerzos humanitarios en Turquía. No se anunció ningún anfitrión sustituto.

## Participantes  2022
En cursiva los equipos debutantes.
| Equipos participantes | Equipos participantes | Equipos participantes | Equipos participantes |
| --------------------- | --------------------- | --------------------- | --------------------- |
| Niza                  | Laponia               | País Sículo           | -                     |
| Dos Sicilias          | Padania               | Isla de Elba          | Armenia Occidental    |
| Sicilia               | Cornualles            | Artsaj                | Rutenia Subcarpática  |

## Palmarés
| Año           | Sede             | Campeón          | Final Resultado  | Subcampeón         | Tercer lugar     | Resultado        | Cuarto lugar     |
| ------------- | ---------------- | ---------------- | ---------------- | ------------------ | ---------------- | ---------------- | ---------------- |
| 2015 Detalles | Hungría          | Padania          | 4:1              | Niza               | Ellan Vannin     | 1:1 (5–3 pen.)   | Alta Hungría     |
| 2017 Detalles | Chipre del Norte | Padania          | 1:1 (3–2 pen.)   | Chipre del Norte   | País Sículo      | 3:1              | Abjasia          |
| 2019 Detalles | Artsaj           | Osetia del Sur   | 1:0              | Armenia Occidental | Abjasia          | 0:0 (5–4 pen.)   | Cameria          |
| 2022 Detalles | Niza             | Evento cancelado | Evento cancelado | Evento cancelado   | Evento cancelado | Evento cancelado | Evento cancelado |
| 2023 Detalles | Chipre del Norte | Evento cancelado | Evento cancelado | Evento cancelado   | Evento cancelado | Evento cancelado | Evento cancelado |

## Títulos por equipo
En cursiva, se indica el torneo en que el equipo fue local.
| Equipo             | Campeón        | Subcampeón | Tercer lugar | Cuarto lugar |
| ------------------ | -------------- | ---------- | ------------ | ------------ |
| Padania            | 2 (2015, 2017) | 0          | 0            | 0            |
| Osetia del Sur     | 1 (2019        | 0          | 0            | 0            |
| Chipre del Norte   | 0              | 1 (2017)   | 0            | 0            |
| Armenia Occidental | 0              | 1 (2019)   | 0            | 0            |
| Niza               | 0              | 1 (2015)   | 0            | 0            |
| Abjasia            | 0              | 0          | 1 (2019)     | 1 (2017)     |
| Ellan Vannin       | 0              | 0          | 1 (2015)     | 0            |
| País Sículo        | 0              | 0          | 1 (2017)     | 0            |
| Alta Hungría       | 0              | 0          | 0            | 1 (2015)     |
| Cameria            | 0              | 0          | 0            | 1 (2019)     |

## Goleadores
| Año  | Jugador          | Equipo         | Goles |
| ---- | ---------------- | -------------- | ----- |
| 2015 | Franck Delerue   | Niza           | 5     |
| 2017 | Barna Bajko      | País Sículo    | 5     |
| 2019 | Batradz Gurtsiev | Osetia del Sur | 5     |

## Más apariciones
Actualizado a la edición 2019
| Equipo               | N.º |
| -------------------- | --- |
| Padania              | 3   |
| País Sículo          | 3   |
| Ellan Vannin         | 2   |
| Alta Hungría         | 2   |
| Abjasia              | 2   |
| Osetia del Sur       | 2   |
| Niza                 | 1   |
| Rutenia Subcarpática | 1   |
| Chipre del Norte     | 1   |
| Pueblo Gitano        | 1   |
| Artsaj               | 1   |
| Laponia              | 1   |
| Armenia Occidental   | 1   |
| Cameria              | 1   |

## Desempeño
| Equipo               | 2015 (6) | 2017 (8) | 2019 (8) | 2023 (12) | Part. |
| -------------------- | -------- | -------- | -------- | --------- | ----- |
| Abjasia              | ••       | 4º       | 3º       |           | 2/4   |
| Alta Hungría         | 4º       | GS (7º)  | •        |           | 2/4   |
| Armenia Occidental   | •        | •        | 2º       |           | 1/4   |
| Artsaj               | ×        | ×        | GS (5º)  |           | 1/4   |
| Cameria              | ×        | ×        | 4º       |           | 1/4   |
| Cerdeña              | ×        | ×        | ••       |           | 0/4   |
| Chipre del Norte     | ••       | 2º       | •        | q         | 1/4   |
| Cornualles           | ×        | ×        | ×        |           | 0/4   |
| Sicilia              | ×        | ×        | ×        |           | 0/4   |
| Recia                | ×        | ×        | ×        |           | 0/4   |
| Isla de Elba         | ×        | ×        | ×        |           | 0/4   |
| Dos Sicilias         | ×        | ×        | ×        |           | 0/4   |
| Ellan Vannin         | 3º       | GS (6º)  | ×        |           | 2/4   |
| Laponia              | ••       | ••       | GS (7º)  |           | 1/4   |
| Niza                 | 2º       | ••       | ••       |           | 1/4   |
| Osetia del Sur       | ••       | GS (8º)  | 1º       |           | 2/4   |
| Padania              | 1º       | 1º       | GS (6º)  |           | 3/4   |
| País Sículo          | GS (6º)  | 3º       | GS (8º)  |           | 3/4   |
| Pueblo Gitano        | GS (5º)  | •        | •        |           | 1/4   |
| Rutenia Subcarpática | •        | GS (5º)  | •        |           | 1/4   |

### Simbología
| - 1º – Campeón - 2º – Finalista - 3º – 3º Lugar - 4º – 4º Lugar - GS – Fase de grupos | - q – Clasificado - •• – Clasificó pero se retiró - • – No clasificó - × – No participó / se retiró / prohibido / participación no aceptada por ConIFA - – Anfitrión |

## Clasificación general
Actualizado a la edición 2019
| Equipo | Equipo               | Part. | Pts | PJ | PG | PE | PP | GF | GC | Dif |
| ------ | -------------------- | ----- | --- | -- | -- | -- | -- | -- | -- | --- |
| 1      | Padania              | 3     | 28  | 14 | 8  | 4  | 2  | 28 | 10 | +18 |
| 2      | Abjasia              | 2     | 15  | 10 | 3  | 6  | 1  | 11 | 9  | +2  |
| 3      | Chipre del Norte     | 1     | 11  | 5  | 3  | 2  | 0  | 12 | 1  | +11 |
| 4      | Osetia del Sur       | 2     | 11  | 9  | 3  | 2  | 4  | 9  | 20 | -11 |
| 5      | Artsaj               | 1     | 10  | 5  | 3  | 1  | 1  | 9  | 8  | +1  |
| 6      | Alta Hungría         | 2     | 10  | 8  | 3  | 1  | 4  | 8  | 14 | -6  |
| 7      | Niza                 | 1     | 9   | 4  | 3  | 0  | 1  | 11 | 8  | +3  |
| 8      | Cameria              | 1     | 8   | 5  | 2  | 2  | 1  | 9  | 4  | +5  |
| 9      | Ellan Vannin         | 2     | 8   | 8  | 2  | 2  | 4  | 11 | 14 | -3  |
| 10     | País Sículo          | 3     | 8   | 13 | 2  | 2  | 9  | 18 | 33 | -15 |
| 11     | Armenia Occidental   | 1     | 5   | 5  | 1  | 2  | 2  | 8  | 5  | +3  |
| 12     | Rutenia Subcarpática | 1     | 5   | 4  | 1  | 2  | 1  | 9  | 7  | +2  |
| 13     | Pueblo Gitano        | 1     | 3   | 3  | 1  | 0  | 2  | 7  | 8  | -1  |
| 14     | Laponia              | 1     | 3   | 5  | 1  | 0  | 4  | 14 | 22 | -8  |